# Magdalena Yodocono de Porfirio Díaz
Magdalena Yodocono de Porfirio Díaz är en kommun i Mexiko.   Den ligger i delstaten Oaxaca, i den sydöstra delen av landet, 290 km sydost om huvudstaden Mexico City.
Följande samhällen finns i Magdalena Yodocono de Porfirio Díaz:
- Santa Cruz Yodocono
- La Unión